# Slonie žrádlo
Lo slonie žrádlo (/'sloɲɪe 'ʐraːdlɔ/, in Slovacchia) o sloní žrádlo (/'sloɲɪː 'ʒraːdlo/, nella Repubblica Ceca), lett. "foraggio di elefante", è un tipo di spalmabile o insalata cecoslovacca di origine sconosciuta. La probabile origine del nome è legata alla sua quantità "come per gli elefanti". È preparata con miscela cotta di olio vegetale, ketchup, senape, salsa di soia, salsa Worcestershire, sale e pepe che è mescolato con parizer o prosciutto cotto, uova, cetrioli sottaceto, cipolle, possiamo aggiungere anche il mais, pomodori freschi, formaggio a pasta dura tagliati a cubetti e la marinata di cetrioli sottaceto con maionese.
Lo slonie žrádlo è spalmato su una fetta di veka, il pane fresco e anche sul pane vecchio tostato. Di solito viene servito durante le visite e alla vigilia di Capodanno.